# هزاره ۱ (قمری)
هزاره ۱ (هجری قمری) از سال  ۱ هجری قمری تا سال ۱۰۰۰  قمری -شامل ده سده- می‌باشد.

## سده‌ها و هزاره‌های قمری
| هزاره                       | سده   | سده   | سده   | سده   | سده   | سده   | سده   | سده   | سده   | سده   |
| --------------------------- | ----- | ----- | ----- | ----- | ----- | ----- | ----- | ----- | ----- | ----- |
| هزاره ۴ (پیش از هجری قمری): | ۴۰ پ‌ه | ۳۹ پ‌ه | ۳۸ پ‌ه | ۳۷ پ‌ه | ۳۶ پ‌ه | ۳۵ پ‌ه | ۳۴ پ‌ه | ۳۳ پ‌ه | ۳۲ پ‌ه | ۳۱ پ‌ه |
| هزاره ۳ (پیش از هجری قمری): | ۳۰ پ‌ه | ۲۹ پ‌ه | ۲۸ پ‌ه | ۲۷ پ‌ه | ۲۶ پ‌ه | ۲۵ پ‌ه | ۲۴ پ‌ه | ۲۳ پ‌ه | ۲۲ پ‌ه | ۲۱ پ‌ه |
| هزاره 2 (پیش از هجری قمری): | ۲۰ پ‌ه | ۱۹ پ‌ه | ۱۸ پ‌ه | ۱۷ پ‌ه | ۱۶ پ‌ه | ۱۵ پ‌ه | ۱۴ پ‌ه | ۱۳ پ‌ه | ۱۲ پ‌ه | ۱۱ پ‌ه |
| هزاره ۱ (پیش از هجری قمری): | ۱۰ پ‌ه | 9 پ‌ه  | 8 پ‌ه  | 7 پ‌ه  | 6 پ‌ه  | 5 پ‌ه  | 4 پ‌ه  | 3 پ‌ه  | 2 پ‌ه  | 1 پ‌ه  |
| هزاره ۱ (قمری) :            | ۱     | ۲     | ۳     | ۴     | ۵     | ۶     | ۷     | ۸     | ۹     | ۱۰    |
| هزاره ۲ (قمری) :            | ۱۱    | ۱۲    | ۱۳    | ۱۴    | ۱۵    | ۱۶    | 17    | 18    | 19    | 20    |
| هزاره 3 (قمری) :            | 21    | 22    | 23    | 24    | 25    | 26    | 27    | 28    | 29    | 30    |
| هزاره 4 (قمری) :            | 31    | 32    | 33    | 34    | 35    | 36    | 37    | 38    | 39    | 40    |